# Lasiobelba sculpta
Lasiobelba sculpta är en kvalsterart som beskrevs av Wang 1993. Lasiobelba sculpta ingår i släktet Lasiobelba och familjen Oppiidae. Inga underarter finns listade i Catalogue of Life.